# Heroon
Heroon ali heroum (starogrško ἡρῷον, latinizirano: heroon) je svetišče ali oltar, posvečen antičnemu grškemu ali rimskemu junaku, postavljen kot spomenik in mesto njegovega čaščenja. Heroon je bil pogosto zgrajen nad njegovim domnevnim grobom ali kenotafom.
Grki in Rimljani so imeli zelo razvit in razširjen kult junakov. Junaki so igrali osrednjo vlogo v življenju mestnih držav - polisov, s katerim so se poistovetili. Središče kulta je bil običajno  heroon, za katerega so verjeli, da so v njem shranjene junakove kosti. Verjeli so tudi, da je junak še vedno živ, zato so mu prinašali jedi in prirejali zabave. Ker je bila junakova prisotnost jamstvo za blaginjo mesta, je zaradi posedovanja njegovih posmrtnih ostankov prihajalo celo do sporov med grškimi mesti.
V grški književnosti je zapis, kako je atenski državnik Kimon leta 469 pr. n. št. maščeval smrt legendarnega junaka Tezeja, našel nekaj domnevno njegovih kosti in se z njimi zmagoslavno vrnil v Atene.  Nekaj podobnega opisuje Herodot v svoji Zgodovini: Špartanci so vdrli v heroon Tegeje in ukradli kosti junaka Oresta. Njihovo dejanje naj bi pomenilo prenos junakovega zavetništva s Tegeje na Šparto in zagotovilo, da bodo Špartanci porazili Tegejce, kot je napovedalo preročišče v Delfih.
Mnogo heroonov je mogoče najti okoli gomilnih grobov  v Mikenski Grčiji in/ali na svetih mestih številnih grških mest po vsem Sredozemlju. Posebno dobro ohranjena je tako imenovana Teronova grobnica v Agrigentu na Siciliji. Druga znamenita grobnica je v Vergini v Grški Makedoniji, za katero se domneva, da je bila namenjena čaščenju družine Aleksandra Velikega. V grobnici je bil morda tudi kultni kip Aleksandrovega očeta Filipa II..
Dobro ohranjen rimski heroon je iz Avgustovih časov in stoji v Sagalasu v zahodnem delu pogorja Taurus v Turčiji. Drug dobro ohranjen in dobro poznan heroon je Celzova knjižnica v Efezu. Zgrajena je bila v čast rimskemu senatorju Tiberiju Juliju Celzu Polemejanu, azijskemu konzulu in prokonzulu in od leta 92 do 107 guvernerju Azije, umrlemu leta 114.  Za graditev knjižnice, ki jo je opravil njegov sin, je v oporoki zapustil veliko vstoto denarja. Celzova knjižnica je bila, poleg aleksandrijske knjižnice, ena največjih antičnih knjižnic.

## Vir
- H. Parkins, Roman Urbanism, Routledge, 1997.